# Jorge Federico de Nassau-Siegen

Escudo de armas de Jorge Federico, príncipe de Nassau-Siegen.

Jorge Federico Luis de Nassau-Siegen, llamado "Fritz" (23 de febrero de 1606, en Dillenburg - 2 de octubre de 1674, en Bergen op Zoom), fue conde de Nassau-Siegen (a partir de 1664: príncipe de Nassau-Siegen), conde de Katzenelnbogen, Vianden y Diez, señor de Beilstein.

## Biografía
Jorge Federico era hijo del Conde Juan VII de Nassau-Siegen (1561-1623) y de su segunda esposa, la Princesa Margarita de Schleswig-Holstein-Sonderburg (1583-1658). Su hermano fue el Príncipe Juan Mauricio de Nassau-Siegen ("El Brasileño") (1604-1679), y su hermana Amalia Magdalena de Nassau-Siegen (1613-1669).
Jorge Federico fue un solado y el 19 de noviembre de 1627 se convirtió en Capitán (Hauptmann) de infantería de la República holandesa. El 3 de enero de 1633 se convirtió en Rittmeister de la caballería. El 9 de enero de 1637 retornó como Mayor a la infantería donde fue promovido a Oberst el 8 de enero de 1642. Entre el 30 de octubre de 1648 y 1658, Jorge Federico fue estatúder de Rheinberg. El 25 de octubre de 1658 se convirtió en Gobernador de Bergen op Zoom. En 1661 se convirtió en caballero de la mayor orden de Dinamarca, la Orden del Elefante.
El 4 de junio de 1647 contrajo matrimonio con Mauricia Leonor de Portugal (1609-1674) en La Haya. El matrimonio no produjo hijos.
Jorge Federico tuvo una hija ilegítima:
- Margarita Sofía (f. 1737), desposó a Johann Fer en 1669.